# ۱۰۰ آلبوم برتر هلند
۱۰۰ آلبوم برتر هلند یا ۱۰۰ آلبوم برتر (انگلیسی: Dutch Album Top 100) یک فهرست هفتگی از آلبوم‌های موسیقی پرطرفدار و پرفروش است که توسط جدول‌های هلند تنظیم شده‌است. این جدول موسیقی پرفروش‌ترین آلبوم‌های موسیقی در یک هفته مشخص را در هلند نشان می‌دهد. نام این فهرست از سال ۱۹۷۴ تا ۱۹۹۹ بارها تغییر کرده‌است، اما مهم‌ترین تغییر آن تبدیل ۱۰ آلبوم به ۱۰۰ آلبوم برتر است.